# Blesovce
Blesovce (deutsch Blesowitz, ungarisch Belesz oder Bellesz) ist eine slowakische Gemeinde im Okres Topoľčany und im Nitriansky kraj mit 330 Einwohnern (Stand 31. Dezember 2024).

## Geographie
Die Gemeinde befindet sich im mittleren Teil des Hügellands Nitrianska pahorkatina unterhalb des Gebirges Považský Inovec, am Bach Blesovský potok im Einzugsgebiet der Radošinka. Das Ortszentrum liegt auf einer Höhe von 232 m n.m. und ist 14 Kilometer von Topoľčany entfernt.
Nachbargemeinden sind Bojná (Ortsteil Malé Dvorany) im Norden und Nordosten, Veľké Dvorany im Osten, Horné Štitáre im Süden, Hajná Nová Ves im Südwesten, Krtovce im Westen und Lipovník im Westen und Nordwesten.

## Geschichte
Im Gemeindegebiet von Blesovce gab es archäologische Funde von Überresten einer Siedlung der Linearbandkeramischen Kultur.
Blesovce wurde zum ersten Mal 1262 als Belez schriftlich erwähnt. 1390 war das Dorf Gut in der Herrschaft Topoltschan, ab dem 16. Jahrhundert war es Besitz der Familie Berényi sowie mehrerer landadliger Familien. 1715 gab es Weingärten und 16 Haushalte, 1751 wohnten 25 Familien im Ort, 1787 hatte die Ortschaft 33 Häuser und 194 Einwohner. 1828 zählte man 31 Häuser und 217 Einwohner, die als Landwirte beschäftigt waren.
Bis 1918 gehörte der im Komitat Neutra liegende Ort zum Königreich Ungarn und kam danach zur Tschechoslowakei beziehungsweise heute Slowakei.

## Bevölkerung
| Jahr                | 1994 | 2004    | 2014     | 2024    |
| ------------------- | ---- | ------- | -------- | ------- |
| Anzahl der Personen | 377  | 396     | 345      | 330     |
| Unterschied         |      | +5,03 % | −12,87 % | −4,34 % |

| Jahr                | 2023 | 2024    |
| ------------------- | ---- | ------- |
| Anzahl der Personen | 335  | 330     |
| Unterschied         |      | −1,49 % |

Gemäß der Volkszählung 2011 wohnten in Blesovce 334 Einwohner, davon 316 Slowaken, zwei Tschechen und ein Ukrainer. Ein Einwohner gab eine andere Ethnie an und 14 Einwohner machten keine Angabe zur Ethnie.
245 Einwohner bekannten sich zur römisch-katholischen Kirche, 43 Einwohner zur Evangelischen Kirche A. B., ein Einwohner zur griechisch-katholischen Kirche und drei Einwohner zu einer anderen Konfession. 22 Einwohner waren konfessionslos und bei 20 Einwohnern wurde die Konfession nicht ermittelt.

## Bauwerke und Denkmäler
- römisch-katholische Kirche, im 18. Jahrhundert barockisiert und im 19. Jahrhundert im Stil des Empire gestaltet

## Söhne und Töchter der Gemeinde
- Tibor Cabaj (* 1964), Politiker und ehemaliger Nationalratsabgeordnete